# Associação Desportiva de Lousada
A Associação Desportiva de Lousada é um clube português, sedeado na vila de Lousada, distrito do Porto. O clube encontra-se atualmente instalado no Complexo Desportivo de Lousada, usufruindo de infraestruturas como o Estádio Municipal de Lousada. Disputa atualmente a Divisão de Elite da AF Porto.

## História
O clube foi fundado a 26 de Dezembro de 1948 e o seu atual presidente chama-se Sandro Sousa. As modalidades do clube são o Futebol e o Hóquei em Campo e até muito recentemente o Ténis de Mesa, tendo tido também uma secção de atletismo.

## Modalidades

### Futebol
Na época de 2006/07, a equipa de seniores masculinos participou no Campeonato Nacional da 2ª Divisão B, série A, tendo terminado na 11ª posição, após uma época atribulada, em parte devido à dificuldade em conseguir a manutenção. Apesar de ter estado várias jornadas em lugares de descida, acabou por concretizar o objectivo.
O jogo de apresentação da equipa para a época 2007/08 realizou-se no dia 21 de Julho de 2007. O adversário foi o Boavista da Primeira Liga, tendo este vencido por 2-1.

#### Palmarés
- Campeonato Distrital 1ª Divisão (1984/85)

- Campeão da 2ª Divisão - Série B (2005/06)
- Campeonato Distrital 2ª Divisão (2015/16)

#### Historial
| Época   | Divisão                      | Pos. | J  | V  | E  | D  | G      | Pts | Taça Portugal   | Notas                           |
| ------- | ---------------------------- | ---- | -- | -- | -- | -- | ------ | --- | --------------- | ------------------------------- |
| 1984-85 | Distritais - 1ª Divisão      | 1º   | ?? | ?? | ?? | ?? | ??     | ??  | Não participou  | Promovido III Divisão           |
| 1985-86 | III Div. - Série B           | 12º  | 30 | 9  | 9  | 12 | 25-34  | 27  | 3ª Eliminatória |                                 |
| 1986-87 | III Div. - Série B           | 13º  | 30 | 8  | 12 | 10 | 29-35  | 28  | 3ª Eliminatória |                                 |
| 1987-88 | III Div. - Série B           | 10º  | 38 | 13 | 13 | 12 | 42-37  | 39  | 1ª Eliminatória |                                 |
| 1988-89 | III Div. - Série B           | 11º  | 34 | 12 | 8  | 14 | 33-33  | 32  | 2ª Eliminatória |                                 |
| 1989-90 | III Div. - Série B           | 1º   | 34 | 22 | 7  | 5  | 63-29  | 51  | 1ª Eliminatória | Promovido II Divisão B          |
| 1990-91 | II Divisão B                 | ??   | ?? | ?? | ?? | ?? | ??     | ??  | 6ª Eliminatória |                                 |
| 1991-92 | II Divisão B                 | ??   | ?? | ?? | ?? | ?? | ??     | ??  | 4ª Eliminatória |                                 |
| 1992-93 | II Divisão B                 | ??   | ?? | ?? | ?? | ?? | ??     | ??  | 3ª Eliminatória |                                 |
| 1993-94 | II Divisão B                 | ??   | ?? | ?? | ?? | ?? | ??     | ??  | 2ª Eliminatória |                                 |
| 1994-95 | II Divisão B                 | ??   | ?? | ?? | ?? | ?? | ??     | ??  | 3ª Eliminatória |                                 |
| 1995-96 | III Divisão                  | 1º   | ?? | ?? | ?? | ?? | ??     | ??  | 1ª Eliminatória |                                 |
| 1996-97 | II Divisão B                 | 5º   | 34 | 14 | 8  | 12 | 37-38  | 50  | 2ª Eliminatória |                                 |
| 1997-98 | II Divisão B                 | 15º  | ?? | ?? | ?? | ?? | ??     | ??  | 3ª Eliminatória | Despromovido III Divisão        |
| 1998-99 | III Div. - Série B           | 8º   | ?? | ?? | ?? | ?? | ??     | ??  | 3ª Eliminatória |                                 |
| 1999-00 | III Div. - Série B           | 3º   | ?? | ?? | ?? | ?? | ??     | ??  | 2ª Eliminatória |                                 |
| 2000-01 | III Div. - Série B           | 14º  | ?? | ?? | ?? | ?? | ??     | ??  | 2ª Eliminatória |                                 |
| 2001-02 | III Div. - Série B           | 2º   | ?? | ?? | ?? | ?? | ??     | ??  | 4ª Eliminatória | Promovido II Divisão B          |
| 2002-03 | II Div. - Zona Norte         | 2º   | 38 | 21 | 9  | 8  | 73-41  | 72  | 3ª Eliminatória |                                 |
| 2003-04 | II Div. - Zona Norte         | 13º  | 36 | 11 | 10 | 15 | 46-63  | 43  | 2ª Eliminatória |                                 |
| 2004-05 | II Div. - Zona Norte         | 14º  | 38 | 14 | 9  | 15 | 62-53  | 51  | 4ª Eliminatória |                                 |
| 2005-06 | II Div. - Série B            | 1º   | 26 | 15 | 6  | 5  | 39-22  | 51  | 4ª Eliminatória | Play-off                        |
| 2006-07 | II Div. - Série A            | 11º  | 26 | 7  | 9  | 10 | 29-34  | 30  | 3ª Eliminatória |                                 |
| 2007-08 | II Div. - Série A            | 6º   | 26 | 11 | 7  | 8  | 22-19  | 41  | 2ª Eliminatória | Qualif. para Fase Promoção      |
| 2007-08 | II Div. - S.A - Promoção     | 5º   | 10 | 2  | 4  | 4  | 7-13   | 31  | 2ª Eliminatória |                                 |
| 2008-09 | II Div. - Série B            | 8º   | 22 | 5  | 10 | 7  | 23-29  | 25  | 3ª Eliminatória | Qualif. para Fase Manutenção    |
| 2008-09 | II Div.- S.B - Manutenção    | 3º   | 10 | 4  | 1  | 5  | 11-10  | 26  | 3ª Eliminatória |                                 |
| 2009-10 | II Div. - Zona Norte         | 9º   | 28 | 10 | 5  | 13 | 26-37  | 35  | 1ª Eliminatória |                                 |
| 2010-11 | II Div. - Zona Norte         | 5º   | 30 | 13 | 7  | 10 | 46-40  | 46  | 2ª Eliminatória |                                 |
| 2011-12 | II Div. - Zona Norte         | 14º  | 30 | 8  | 8  | 14 | 30-45  | 32  | 4ª Eliminatória | Despromovido III Divisão        |
| 2012-13 | III Divisão - Série B        | 6º   | 22 | 9  | 5  | 8  | 32-31  | 32  | 1ª Eliminatória | Qualif. para Fase Promoção      |
| 2012-13 | III Divisão - S.B - Promoção | 4º   | 10 | 3  | 2  | 4  | 11-16  | 28  | 1ª Eliminatória | Despromovido Distritais         |
| 2013-14 | Divisão Elite AF Porto       | 20º  | 19 | 6  | 4  | 9  | 22-28  | 22  | 1ª Eliminatória | Desclassificação* - Despromoção |
| 2013-14 | Taça AF Porto                | 1/8  | -  | -  | -  | -  | -      | -   | -               | Eliminados nos Oitavos-de-Final |
| 2014-15 | 2ª Divisão AF Porto          | 3º   | 34 | 24 | 5  | 5  | 112-34 | 77  | Não Participou  |                                 |
| 2015-16 | 2º Divisão AF Porto          | 1º   | 28 | 23 | 3  | 2  | 94-18  | 72  | Não Participou  | Promoção à 1º Divisão Distrital |
| 2015-16 | Taça AF Porto                | -    | -  | -  | -  | -  | -      | -   | -               | Eliminados na 1ª Eliminatória   |
| 2016-17 | 1ª Divisão AF Porto          | 2º   | 30 | 18 | 7  | 5  | 69-40  | 61  | Não Participou  | Promoção à Divisão de Honra AFP |
| 2016-17 | Taça AF Porto                | -    | -  | -  | -  | -  | -      | -   | -               | Eliminados na 1ª Eliminatória   |
| 2017-18 | Divisão de Honra AF Porto    | 3º   | 30 | 15 | 12 | 3  | 64-31  | 57  | Não Participou  | Promoção à Divisão de Elite AFP |
| 2018-19 | Divisão de Elite AF Porto    |      |    |    |    |    |        |     | Não Participou  |                                 |
| 2018-19 | Taça AF Porto                |      |    |    |    |    |        |     |                 |                                 |

*Em 2013/2014 a equipa foi desclassificada pelo que todos os jogos na 2.ª volta foram anulados.
Chave: J = Nº de jogos disputados; V = Vitória; E = Empate; D = Derrota; G = Golos; Pts = Pontos.
Atualizado Agosto 2018

#### Histórico Nacional
|                  | Nº Presenças | Títulos |
| ---------------- | ------------ | ------- |
| Primeira Liga    | 0            |         |
| Liga de Honra    | 0            |         |
| II Divisão       | 16           |         |
| III Divisão      | 10           |         |
| Taça de Portugal | 26           |         |
| Taça da Liga     | 0            |         |

### Hóquei em Campo
A modalidade de hóquei em campo surgiu na Associação Desportiva de Lousada em Junho de 1967, por iniciativa de vários lousadenses especial motivação do senhor Jaime Ferreira que tomaram contacto com esta modalidade, na cidade do Porto.
O primeiro jogo realizou-se no dia 3 de Junho de 1967, no campo da Boavista, em Silvares, entre AD Lousada e o SC Senhora da Hora, tendo este clube portuense vencido por 4-1.
Em 2003, a secção de Hóquei em campo adoptou o recém construído Estádio Municipal de Hóquei para os seus jogos caseiros. A equipa sénior também já participou na Taça dos Campeões Europeus, a maior competição de clubes desta modalidade.

#### Palmarés
Seniores Masculino
- Eurohockey Challenge II: 1 (2009/10)
- Campeonato Nacional - variante campo: 11 (1994/95, 1995/96, 2007/08, 2009/10, 2010/11, 2011/12, 2012/13, 2013/14, 2014/15, 2015/16, 2016/17)
- Campeonato Nacional da 2ª divisão - variante campo: 1 (1990/91)
- Campeonato Nacional - variante sala: 11 (2003/04, 2004/05, 2005/06, 2007/08, 2008/09, 2009/10, 2010/11, 2011/12, 2012/13, 2013/14, 2016/17)
- Taça de Portugal: 5 (1995/96, 2004/05, 2012/13, 2014/15, 2016/17)
  - Finalista vencido: 2 (1997/98, 2006/07)
- Supertaça: 5 (1995/96, 2013/2014, 2014/2015, 2015/16, 2016/17)
  - Finalista vencido: 1 (2005/06)
- Torneio dos Campeões: 3 (2007/08, 2010/11, 2012/13)
  - Finalista vencido: 2 (2008/09, 2009/10)
- Taça Federação: 1 (2007/08)
- Taça Olímpica: 1 (1970/71)
- Torneio de Início: 1 (1981/82)
- Campeonato Distrital - variante campo: 2 (1981/82, 1986/1987)

Juniores Masculino
- Campeonato Nacional - variante sala: 6 (1997/98, 1999/00, 2001/02, 2004/05, 2011/12, 2013/14)
- Campeonato Nacional - variante campo: 6 (2000/2001, 2011/12, 2012/13, 2014/15, 2015/2016, 2016/17)
- Campeonato Distrital - variante sala: 3 (1989/90, 1996/97, 1997/98)

Juvenis Masculino
- Campeonato Nacional - variante campo: 1 (2000/01)
- Campeonato Nacional - variante sala: 5 (1996/97, 1997/98, 2003/04, 2008/09, 2009/10)
- Campeonato Nacional 2ª Divisão - variante sala: 1 (1995/96)
- Taça de Portugal: 1 (2006/07)
- Campeonato Distrital - variante sala: 4 (1986/87, 1995/96, 1996/97, 1997/98)

Iniciados Masculino
- Campeonato Nacional - variante campo: 7 (2004/05, 2011/12, 2012/13, 2013/14, 2014/15, 2015/16, 2016/17)
- Campeonato Nacional - variante sala: 8 (1994/95, 1995/96, 1996/97, 2005/06, 2011/12, 2012/13, 2013/14, 2014/15)
- Campeonato Distrital - variante sala: 3 (1994/95, 1995/96, 1996/97)

Infantis
- Campeonato Nacional - variante campo: 4 (2007/08, 2012/13, 2013/14, 2015/16)
- Campeonato Nacional - variante sala: 7 (1993/94, 1994/95, 2007/08, 2012/13, 2013/14, 2014/15, 2016/17)
- Campeonato Distrital - variante sala: 2 (1993/94, 1994/95)

Seniores Feminino
- Campeonato Nacional - variante campo: 3 (2007/08, 2008/09, 2010/11)
- Campeonato Nacional - variante sala: 2 (2007/08, 2008/09)
- Taça de Portugal: 3 (2007/08, 2011/12, 2012/13)
  - Finalista vencido: 3 (2008/09, 2009/10, 2010/11)

Iniciadas Feminino
- Encontro Nacional de Hóquei de Sala: 1 (2009/10)

### Lista de modalidades
- Futebol
- Hóquei em campo